# Fanx ta-ra
Fanx ta-ra  is het debuutalbum van de Britse muziekgroep Sad Café. Het album werd opgenomen in de Strawberry Studio (destijds van 10cc), Manor Studio en Indigo Studio. Muziekproducent en geluidstechnicus was John Punter. De binding met 10cc zat hem ook in de muziekuitgeverij (St Annes Music) en volgens OOR's Pop-encyclopedie versie 1982 ook in de opgenomen muziek.
Het album werd in Engeland een klein succesje; het stond een week in de albumlijst van de UK Singles Chart, plaats 56. Nederland en België lieten het album links liggen.

## Musici
- Paul Young – zang en percussie
- Ashley Mulford – gitaar
- Ian Wilson – gitaar, zang
- John Stimpson – basgitaar, akoestische gitaar, zang
- Vic Emerson – toetsinstrumenten en arrangementen
- Tony Creswell - slagwerk, zang

Met
- Chris Gill, Lenny – saxofoon
- Dave Hassle – Kabasa – bell tree

## Muziek
| Nr. | Titel                                        | Duur |
| --- | -------------------------------------------- | ---- |
| 1.  | Babylon (Young)                              | 3:42 |
| 2.  | Shellshock (Sad Café)                        | 3:14 |
| 3.  | Hungry eyes (Young, Emerson)                 | 5:27 |
| 4.  | Shadow on the wall (Young, Stimpson)         | 3:44 |
| 5.  | Black rose (Young, Stimpson)                 | 4:36 |
| 6.  | The further adventures of mad Alan (Emerson) | 1:47 |
| 7.  | Fanx ta-ra (Young, Gill)                     | 3:06 |
| 8.  | Flingus’ holiday (Creswell)                  | 2:09 |
| 9.  | Immortal (Stimpson, Mulford)                 | 3:29 |
| 10. | Sail on (Emerson, Young)                     | 2:54 |
| 11. | Clumbidextrous (Emerson)                     | 3:58 |
| 12. | I believe (love will survive) (Young)        | 4:31 |

Van het album werden drie singles uitgegeven, die nergens een hit(je) werden:
- Black rose met Babylon
- Love will surive met Shellshock
- Hungry eyes met Bell ends, dat niet op het album staat.